# علقة موت (فلم)
علقة موت فيلم مصري من إنتاج عام 2009، ومن تأليف نافع عبد الهادي، وإخراج ماجد نبيه.

## ملخص الأحداث
تدور أحداث الفيلم في إطار من الكوميديا والحركة حول تنظيم مصر لبطولة عالمية للمصارعة وتتدخل جهات إرهابية لتعوق إقامة البطولة من خلال حدث إرهابي كبير إلا أن المصارعين العالميين بالتعاون مع الشرطة يحبطون المحاولة، وتتوالى الأحداث.

## الشخصيات
- ممدوح فرج
- الشحات مبروك
- شمس
- غسان مطر
- عبد الله مشرف
- سماح بسام
- حسين مملوك
- مصطفى درويش
- طارق عبد الحليم
- خليل مرسي
- محمد متولي
- رضا حامد
- محمد صبري
- عادل أنور
- نجلاء نافع

## روابط خارجية
- مقالات تستعمل روابط فنية بلا صلة مع ويكي بيانات